# Koreovka
Koreovka (Correa) je rod listnatých rostlin z čeledi routovitých které pocházejí z Austrálie. Rostliny tohoto rodu členěného do 10 až 12 druhů přirozeně vyrůstají ve volné přírodě všech australských států (včetně ostrova Tasmánie) vyjma Severního Teritoria. Vyskytují se hlavně ve východních státech a pouze Correa reflexa vyrůstá i v Západní Austrálii, je to nejrozšířenější a také nejvíce variabilní druh.
Pro své nápadné a trvanlivé květy jsou mimo Austrálii pěstovány na mnoha místech se subtropickým klimatem, tropické nebo mírné podnebí jim nesvědčí. Některé druhy jsou xerofyty, jiné mezofyty; všechny však vyžadují půdu která nebývá dlouhodobě zamokřená, prospívá jim spíše sucho, nerostou ale v pouštních oblastech.

## Popis

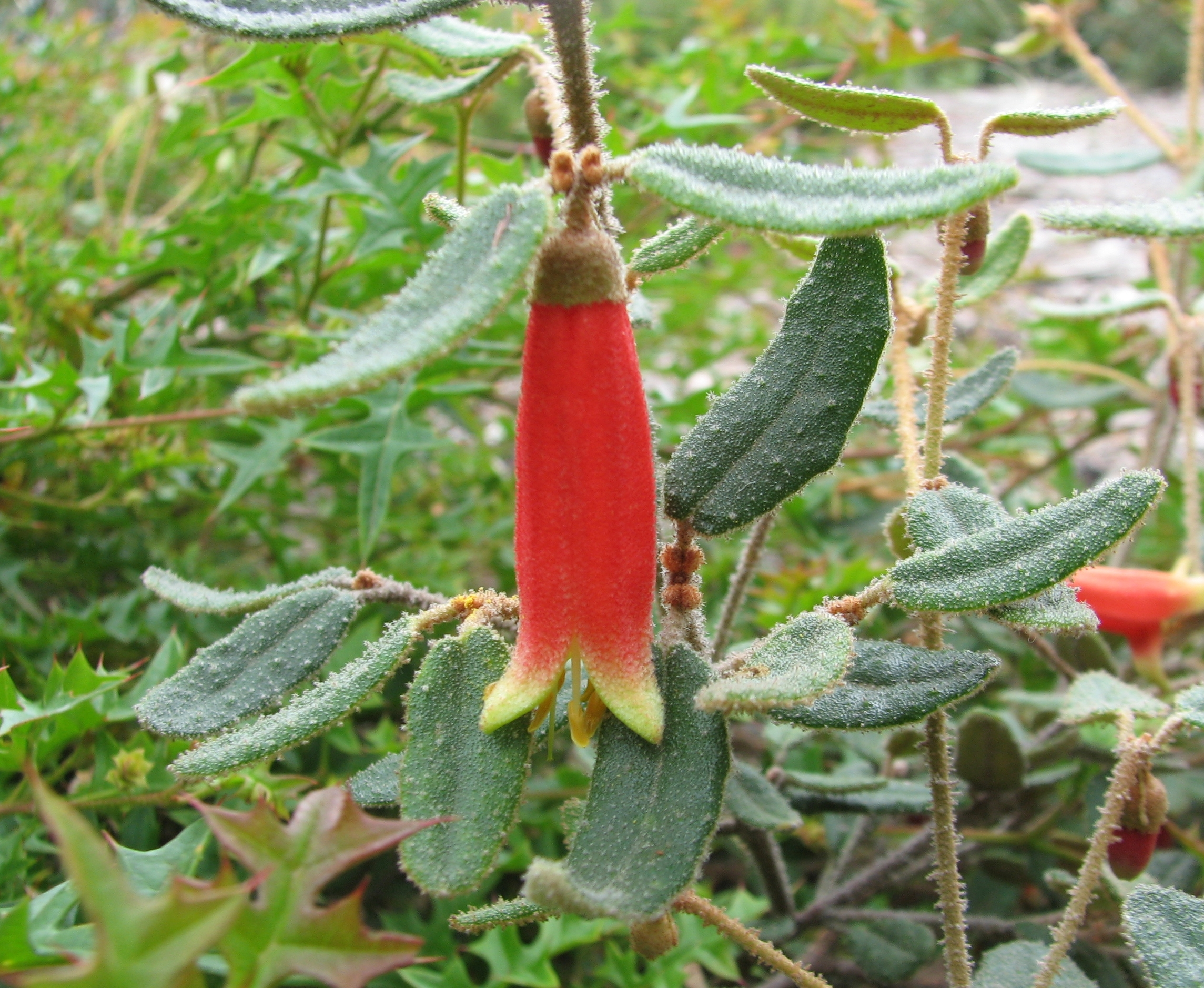
Květ koreovky Correa reflexa

Vytrvalé keře nebo nízké stromy které jsou stálezelené nebo opadavé a obsahují esenciální oleje. Listy vyrůstají vstřícně, mají řapíky, někdy palisty a jsou porostlé jednoduchými nebo hvězdicovitými chlupy. Jejich čepele bývají převážně celistvé, řidčeji jsou zpeřené nebo zubaté, kožovité nebo měkké a drsné po vývodech žláz.
Oboupohlavné květy na stopkách vyrůstají na koncích větviček po jednom až třech z úžlabí listů nebo v terminálních vrcholících nebo hroznech. Vytrvalý srostlý kalich je pohárkovitý nebo rozeklaný do čtyř zubů. Čtyři korunní lístky, z velké části srostlé, vytvářejí trubkovitou korunu na konci rozevřenou která je dlouhá až 4 cm a je rozličně zbarvená, bíle, zeleně, žlutě, červeně nebo je různě barevně kombinovaná, je opadavá nebo vytrvalá. V květu v jednom nebo dvou přeslenech vyrůstá osm volných tyčinek s velkými prašníky obvykle čnícími z trubky. Čtyřpouzdrý semeník mívá osm vajíček a jednu až čtyři čnělky.
Opylovány jsou hmyzem nebo ptáky pro které je ve voňavých květech dostatek nektaru. Plodem je tvrdka tvořená čtyřmi plůdky majícími po dvou hnědých semenech.

## Rozmnožování
Rostliny se v zahradnictvích rozmnožují řízky; semena jednak špatně klíčí a pak hlavně pro zachování vyšlechtěných vlastností je nutné vegetativní rozmnožování.

## Taxonomie
Rod Correa je tvořen obvykle 11 druhy, které se dále dělí do mnoha variet. Převážná část z nich byla vyšlechtěna za účelem získání vzhlednějších a trvanlivějších květů i zlepšení celkového vzhledu rostliny.
- Correa aemula (Lindl.) F. Muell.
- Correa alba Andrews
- Correa backhouseana Hook.
- Correa bauerlenii F. Muell.
- Correa calycina J. M. Black
- Correa decumbens F. Muell.
- Correa eburnea Paul G. Wilson
- Correa glabra Lindl.
- Correa lawrenceana Hook.
- Correa pulchella J .Mackay ex Sweet
- Correa reflexa (Labill.) Vent.

Monofyletický rod Correa je podle fylogenetické analýzy založené na DNA tvořen dvěma větvemi (clade), v prvé jsou Correa bauerlenii a Correa lawrenceana, ve druhé ostatní; je navrženo rozdělení do dvou podrodů. Rod je pojmenován po portugalském botanikovi jménem José Francisco Correia de Serra který se mj. zabýval čeledi routovitých.